# Katastrofa lotu American Airlines 1
Katastrofa lotu American Airlines 1 – katastrofa lotnicza, która wydarzyła się 1 marca 1962 roku. Samolot Boeing 707-123B rozbił się dwie minuty po starcie z lotniska Idlewild (dawna nazwa portu lotniczego im. Johna F. Kennedy'ego w Nowym Jorku) w wyniku utraty przez pilota kontroli nad maszyną. W wyniku katastrofy śmierć poniosło 95 osób (87 pasażerów i 8 członków załogi) – wszyscy na pokładzie.

## Samolot
Boeing 707-123B, który uległ katastrofie, został wyprodukowany w 1959 roku, posiadał cztery silniki Pratt&Whitney JT3D-MC6 i miał wylatane 8147 godzin. Ostatni przegląd techniczny przechodził 18 stycznia 1962. Feralnego dnia na pokładzie samolotu znajdowało się 87 pasażerów i 8-osobowa załoga, na której czele stał kapitan James T. Heist (56 lat). Drugim pilotem był Michael Barna Jr., trzecim pilotem Robert J. Pecor, a inżynierem pokładowym – Robert Cain. 

## Wypadek
Samolot wystartował z lotniska w Nowym Jorku o godzinie 10:07 i wzniósł się na wysokość 1524 metrów. O 10:07:37 samolot zaczął delikatnie skręcać w lewo, ok. 10:07:42 skręcił na kurs 290 i ponownie rozpoczął skręt w lewo. W pewnym momencie po rozpoczęciu drugiego skrętu, kąt przechylenia maszyny wyniósł 90 stopni na wysokości 1600 stóp (478,68 metrów). O godzinie 10:08:49 samolot runął do pobliskiej zatoki. Spośród 95 osób na pokładzie – nikt nie przeżył katastrofy. 

## Przyczyna
Przyczyną katastrofy był błąd obsługi technicznej. Podczas ponownego montażu ogona po przeprowadzeniu czynności konserwacyjnych użyto niewłaściwych narzędzi, co doprowadziło do uszkodzenia przewodów sterujących statecznikami. Podczas lotu doszło do niekontrolowanego wychylenia sterów i tym samym katastrofy.